# Березин, Михаил Егорович
Михаил Егорович Березин (1864—1932) —  земский статистик, политический деятель, трудовик, депутат Государственной думы II созыва от Саратова.

## Биография
Мещанин города Саратова. Родился в семье управляющего небольшим имением. Учился в Карсунском уездном училище, затем окончил 2-ю Казанскую гимназию с золотой медалью. Поступил в Казанский университет.  4 декабря 1887 года принял участие в студенческих беспорядках. Во второй половине 1880-х годов играл важную роль в организации и руководстве народнических кружков в Казани.  В 1885 году стал членом центрального казанского кружка народников, организованного М. Фокиным. Участвовал в попытках объединения народников и социал-демократов. В 1888 году помогал Алексею Пешкову, будущему писателю Максиму Горькому, заниматься самообразованием и, в частности, помогал ему в выборе книг для чтения.  Горький называл Березина "мой учитель по Казани",  студент Березин упоминается в автобиографической повести Горького "Мои университеты". В 1889 году у Березина произведён обыск в связи с его предполагаемым знакомством с Н. Е. Федосеевым, но обыск не дал результатов, и к делу Федосеева он привлечён не был. В 1889 году стал выпускником физико-математического факультета Казанского университета, получив звание кандидата математических наук. После окончания университета служил статистиком в Казанском земстве.
В начале 1890-х играл заметную роль в Казанском первом землячестве и в "тайном клубе" у Чемодановых. С 1890 года из-за розыска М. Сабунаева за Березиным было установлено тайное наблюдение, как за лицом группирующим неблагонадёжных и молодёжь. В 1892 году занимался пропагандой среди ремесленников и печатников. 7 декабря 1892 года после обыска он арестован и привлечён к следствию по делу о казанских революционных кружках (дело Острянина, Иолшина и других). При дознании кроме показаний Острянина против него не было получено никаких улик и 23 июня 1893 года Березин был освобождён под особый надзор полиции. 25 мая 1894 года подчинён гласному надзору с запрещением в течение трёх лет жить в столицах, столичных губерниях и университетских городах, а также в Твери, Орле, Нижнем Новгороде, Саратове, Ярославле, Рязани и Риге.  Поселился в Иваново-Вознесенске, где поступил на службу конторщиком на химическом заводе Лепёшкина. Признан не заслуживающим применения к нему манифеста от 14 ноября 1894 года. После смерти жены ходатайствовал о снятии с него гласного надзора, что и было осуществлено 25 сентября 1896 года. 31 октября того же года гласный надзор был заменён негласным с запрещением жительства в столицах.
В декабре 1896 года переехал в Одессу, где служил секретарём газеты «Южное обозрение». Во второй половине 1897 под именем "Григория Павловича" руководил тайными рабочими кружками, распространял нелегальную литературу. Работал пропагандистом в кружке "Трудников" в ремесленном училище "Труд", куда был введён Гранковской. 10 марта 1898 арестован в Одессе по делу "Южно-русского рабочего союза". Провёл в предварительном заключении около 14 месяцев. 12 мая 1899 года выслан под гласный надзор полиции в город Малмыж Вятской губернии с вменением в наказание срока предварительного заключения. Аттестован как лицо "дурно, влиявшее на окружающих".  В Малмыже давал частные уроки, неофициально служил в продовольственном отделе местного земства, писал статьи для газеты «Пермский край». С 1900 частный учитель в селе Совали Малмыжского уезда в имении Александровых. 23 июля 1902 года по истечении срока гласного надзора подчинён негласному полицейскому надзору с запрещением проживать в столицах.
В 1903 года смог вернуться в Саратов, где занимался страховой статистикой в Саратовской губернской земской управе, получая годовое жалованье 1800 рублей. С 1903 года активный член "Союза освобождения". Печатался в еженедельнике «Саратовская земская неделя», газете «Саратовский дневник» и в других провинциальных и столичных изданиях. В 1904 году получил разрешение жить повсеместно. Участвовал в составлении сборника Саратовского губернского земства "Всеобщее избирательное право".  Давал уроки в частной гимназии в Саратове. В 1904 стал членом саратовской организации  Партии социалистов-революционеров. С 1905 года председатель Общества книгопечатников, во время сентябрьской забастовки 1905 года представлял это общество на переговорах с хозяевами типографий. В 1905 году участвовал в организации саратовского областного съезда Всероссийского крестьянского союза и позднее "Трудовой группы". Расходился с марксистами в аграрном вопросе, в остальном же их позиции были близки. 12 декабря 1905 года у него проведён обыск в связи со сведениями об участии в сходке на квартире Н. Нарбековой, где присутствовали Е. Брешковская и Ар. Бельский, привлечённые по делу о саратовской мастерской взрывчатых веществ.  Обыск не дал результатов и к следствию привлечён не был. Выступал на многих митингах в Саратове. Во время выборов в Первую Государственную Думу выступал в "Саратовском вестнике" против бойкота выборов.
6 февраля 1907 года избран в депутатом Государственной думы II созыва от съезда городских избирателей Саратова. Вошёл в состав Трудовой группы и фракции Крестьянского союза. Член Совета фракции (с апреля 1907 ее фактический лидер) и редколлегии газеты «Трудовой народ». 2-й товарищ (заместитель) председателя Думы. Председатель 6-го отдела Думы. Член комиссий: по исполнению государственной росписи доходов и расходов, по составлению Наказа, по запросам, аграрной, о привлечении 55 членов Думы к уголовной ответственности. Приобрел популярность в Думе своими речами по аграрному вопросу, об амнистии, отмене смертной казни, о помощи безработным. Выступал также по вопросам о бюджете, о продовольственной помощи, о Наказе, о дополнениях Устава о воинской повинности, о мерах предупреждения побега арестантов, о местном суде. Внес предложение об отсрочке обсуждения заявления об осуждении политических убийств и террора.  14 апреля 1907 года по предложению аграрной комиссии была учреждена подкомиссия для рассмотрения законопроектов по земельному вопросу. Её председателем был избран В. В. Волк-Карачевский, а после  его отказа М. Е. Березин.
После роспуска Думы остался Санкт-Петербурге,  служил в страховом обществе. В 1907 году был избран членом в Центрального комитета Трудовой группы. Сотрудничал с членам  Трудовой группы в 3-й и 4-й Государственных Думах. Во время выборов в 4-ю Государственную Думу решением губернатора лишён избирательных прав по Вятской губернии.
26 февраля 1917 года, накануне революции, участвовал  в информационном совещании представителей левых общественных группировок и организаций на квартире у А. Ф. Керенского на Тверской улице.
После Февральской революции 1917 один из организаторов Всероссийского Совета крестьянских депутатов. В мае 1917 участвовал в 1-м съезде Всероссийского Совета крестьянских депутатов, член Президиума, затем исполнительного комитета.
Судя по оригиналу обращения от 12 апреля 1917 года председателя Временного правительства князя Львова к А. Ф. Керенскому, кандидатура Березина, как представителя трудовиков, была намечена для участия в совещании для выработки положения о выборах в Учредительное собрание.  В июле 1917 избран в состав ЦК Трудовой народно-социалистической партии, направлен ею в Главный земельный комитет при Временном правительстве, член совета этого комитета. На заседаниях этого комитета выступал за полную национализацию всей земли, ему возражали С. И. Шидловский и Н. Н. Чернеков. В сентябре 1917 принимал участие в работе Демократического совещания в Петрограде, на нём избран в Предпарламент (Временного Совета Российской Республики) от Всероссийского Совета крестьянских депутатов. Входил в группу старейшин при предпарламенте.
После октября 1917 работал консультантом по вопросам статистики в Наркомтруде, член Кооперативного страхового союза (с 1918, с конца 1920-х годов председатель его правления).
В 1926 году продолжал работать Кооперативном страховом союзе.
Похоронен на Донском кладбище.

### Отзывы современников
А г. Березин скорее левый, чем «кадет». Это высокий худощавый брюнет с худым, энергичным лицом, умными проницательными глазами, которые несколько сухо блестят из-под очков. Кажется, что этот человек ближе видел и ближе знает, что значит горе и страдания. — корреспондент "Русского слова"

## Семья
- Первая жена — трагически погибла в 1896 году, будучи высланной вместе с мужем.
- Втораят (?) жена — Анна Алексеевна Рукавишникова-Березина (1871—1964),  у неё от первого брака дочь, Нина Алексеевна Миловзорова[13].

## Адреса
- 1925—1932 — Москва, посёлок "Сокол"[14], Улица Шишкина,  Дом № 6[13].

## В литературе
Березин выведен в повести Горького "Мои университеты" под именем "таинственный человек".

## Произведения
- Березин М. Е. Записка по вопросу о финансовой устойчивости Кассы взаимопомощи служащих в Русском музыкальном обществе /  Санкт-Петербург : тип. С.Л. Кинда, [1912]. - 6 с.
- Березин  М. Е., Бородин Ю. О., Печоркин Е. Ф. и др. Воспоминания из жизни народнических кружков в Казани. «Каторга и ссылка», 1930, № 10.

## Архивы
- Российский государственный исторический архив. Фонд 1278. Опись 1 (2-й созыв). Дело 35; Дело 568. Лист 2, 3.